# Сотский староста
Сотский староста или Сотский — административная должность, упоминающаяся в источниках с древнерусского времени. 
В других источниках указано что Сотский — низший агент сельской полиции, род полицейского надзирателя, по выбору из крестьян, звание крайне униженное, сотские, как и десятские, обратились в служителей и в рассыльных чинов полиции. Круг обязанностей сотских со временем менялся. К 1 января 1906 года, на основании закона «Об учреждении уездной полицейской стражи», от 5 мая 1903 года, должность была упразднена в 50 губерниях Европейской России.

## История
Первоначально, на Руси (в России) эти должности (сотские и десятские) существовали в силу обычая, без всякого законодательного определения, и относится еще ко временам допетровским, например сотский Ставр, а с течением времени их обязанности были точно установлены законом.
В XVIII веке на волость, в зависимости от ее величины, «выбирался по мирскому приговору» один или два волостных сотника. В этом выборе участвовали деревенские старосты и три-четыре рядовых крестьянина от каждой деревни, но назначение сотника утверждал воевода. Волостные сотники обязаны были обеспечивать уплату податей, поставку рекрутов и работных людей по трудовым мобилизациям, а также строительство и починку дорог, мостов и переправ. Они имели право арестовывать нарушителей порядка и отправлять их в воеводскую канцелярию. Сотники судили крестьян по мелким гражданским искам, разбирали «маловажные ссоры и драки» между ними и могли назначать наказания. Также они по решению мирских сходов давали крестьянам предварительное разрешение для выдачи паспорта в воеводской канцелярии. Для решения некоторых вопросов, сотники созывали волостные сходы.
В XIX — начале XX веков сотский — один из низших чинов полиции на селе, то есть в сельской местности России. Сотский свои обязанности исполнял, как правило, безвозмездно, в порядке натуральной мирской повинности. Не являлся должностным лицом сельского управления. Выбирался ежегодно на сельских сходах по одному от 100—200 дворов. Наряду с этим общинам разрешался наём сотских из благонадёжных отставных нижних чинов. Оплата труда в данном случае происходила, как правило, за счёт частных источников: купцов, землевладельцев и так далее. 
В конце XIX столетия вознаграждение, за исполнение им обязанностей, составляло в среднем 37,02 руб. в год. При этом «нанятых» сотских было около 40 %. По сведениям Министерства внутренних дел Российской империи (МВД России), в 1886 году в России было 59 021 сотских, на каждого из которых приходилось в среднем 156,9 дворов и 448 душ. обоего полу. Грамотными были 18 % сотских.
Должностные обязанности:
- надзор за благочинием;
- контроль за чистотой воды в водоёмах;
- надзор за порядком в торговле;
- осуществление противопожарных мер. Был обязан доносить начальству обо всех чрезвычайных происшествиях на подведомственной территории.

С 1837 года, согласно «Положению о земской полиции», был непосредственным исполнителем распоряжений станового пристава. Также исполнял распоряжения земского суда и указания капитан-исправника.
С 1878 года сотские стали подчиняться полицейскому уряднику, а с 1903 года стали заменяться вольнонаёмными уездными полицейскими стражниками.
К 1 января 1906 года, на основании закона «Об учреждении уездной полицейской стражи», от 5 мая 1903 года, должность была упразднена в 50 губерниях Европейской России.